# Elapsoidea semiannulata
Espèce
Synonymes
- Elapsoidea decosteri huilensis Laurent, 1964
- Elapechis moebiusi Werner, 1897

Elapsoidea semiannulata est une espèce de serpents de la famille des Elapidae. 

## Répartition
Cette espèce se rencontre :
- en Mauritanie, au Mali, au Burkina Faso, au Niger, au Sénégal, en Gambie, en Guinée-Bissau, en Guinée, en Sierra Leone, au Liberia, en Côte d'Ivoire, au Ghana, au Bénin, au Togo, au Nigeria et au Cameroun ;
- au Tchad, en Centrafrique, au Congo-Kinshasa, au Congo-Brazzaville et au Gabon ;
- au Soudan, en Tanzanie et en Ouganda ;
- en Angola, en Namibie, au Botswana, au Zimbabwe, en Zambie, au Malawi, au Mozambique et au Swaziland.

## Description
Dans sa description Bocage indique que l'espèce Elapsoidea semiannulata est blanche avec une série de demi-anneaux noir profond plus larges que les intervalles qui les séparent. Ces marques s'étendent de la nuque jusqu'à l'extrémité de la queue en diminuant progressivement de largeur. Sa tête est entièrement blanche à l'exception d'un cercle noir entourant les yeux. Son ventre est blanc pur.

## Liste des sous-espèces
Selon The Reptile Database (14 février 2014) :
- Elapsoidea semiannulata moebiusi (Werner, 1897)
- Elapsoidea semiannulata semiannulata Bocage, 1882

## Publications originales
- Bocage, 1882 : Reptiles rares ou nouveaux d'Angola. Jornal de sciencias mathematicas, physicas e naturaes, vol. 8, no 32, p. 299-304 (texte intégral).
- Werner, 1897 : Über Reptilien und Batrachier aus Togoland, Kamerun und Tunis aus dem kgl. Museum für Naturkunde in Berlin. Verhandlungen der Kaiserlich-Königlichen Zoologisch-Botanischen Gesellschaft in Wien, vol. 47, p. 395-407 (texte intégral).